# Schloss Niederhaus
Das Schloss Niederhaus ist ein Schloss in der Gemeinde Spitz im Bezirk Krems-Land in Niederösterreich. Es steht unter Denkmalschutz.

## Geschichte
Das Gebiet um Spitz war Teil einer Schenkung Karls des Großen an das Kloster Niederaltaich. Das Kloster belehnte damit die Grafen von Bogen und nach deren Aussterben 1242 an die Herzöge von Bayern. Die Burgen Oberhaus (Hinterhaus) und Niederhaus wurden als Afterlehen an verschiedene österreichische Ministeriale so unter anderem die Kuenringer, Wallseer und die Maissauer vergeben.
Die Herzöge von Bayern traten 1504 ihre Oberherrschaft an König Maximilian I. ab. Von den Rechten des Klosters Niederaltaich war damals schon keine Rede mehr. 1507 verkaufte der spätere Kaiser die Herrschaft, Eigentümer waren: ab 1590 Hans Georg von Kuefstein, 1667 erwarb sie Otto Lorenz Graf von Abensperg und Traun und von 1674 bis zur Grundentlastung gehörte die Herrschaft Schwallenbach-Zeißing-Spitz den Grafen Dietrichstein.
Die Niedere Burg wurde als zweite Burg neben Hinterhaus im 13. Jahrhundert gegründet. 1256 wird sie erstmals als Sitz eines kuenrigischen Lehensritters genannt.
Ob die Burg Hinterhaus oder Niederhaus im Spätmittelalter Verwaltungssitz der Spitzer Pfleger war, ist unklar. Gleichzeitig mit Hinterhaus wird 1409 die Burg Niederhaus zerstört und noch 1438 als „gebrochen“ bezeichnet. Ende des 16. Jahrhunderts wurde das Schloss neu errichtet und bildete ab diesem Zeitpunkt den Sitz des Pflegers.
1613 lässt Hans Lorenz von Kuefstein mit Unterstützung von Richter und Rat der Marktgemeinde Spitz eine neue, frei stehende Schlosskapelle an der Nordwest-Ecke des Schlossareals für den evangelischen Gemeindegottesdienst errichten. Bei den Beschädigungen des Schlosses durch Truppen des Generals Bucquoy 1620 wird auch die Schlosskapelle zerstört und bleibt Ruine. 1662 wird das Schloss neuerlich durch einen Brand verwüstet. Anschließend wird es in veränderter Gestalt wieder instand gesetzt.
Nach den Dietrichstein gelangt das Schloss 1861 an Gräfin Therese Herberstein, 1870 an Erwin Graf Schönborn-Puchheim und 1871 an den Wiener Bürgerspitalfonds. Später im Besitz der Stadt Wien, ist das Schloss heute Eigentum der Marktgemeinde Spitz.

## Beschreibung
Das Schloss liegt unmittelbar westl. des Ortszentrums und der Pfk. am N-Abfall des Tausendeimerberges. Der heutige 4-Flügel-Bau geht weitgehend auf einen Neubau der 2. Hälfte des 16. und des frühen 17. Jahrhunderts zurück, der nach dem Brand von 1662 auf 2 Geschoße reduziert blieb.